# Samizdat

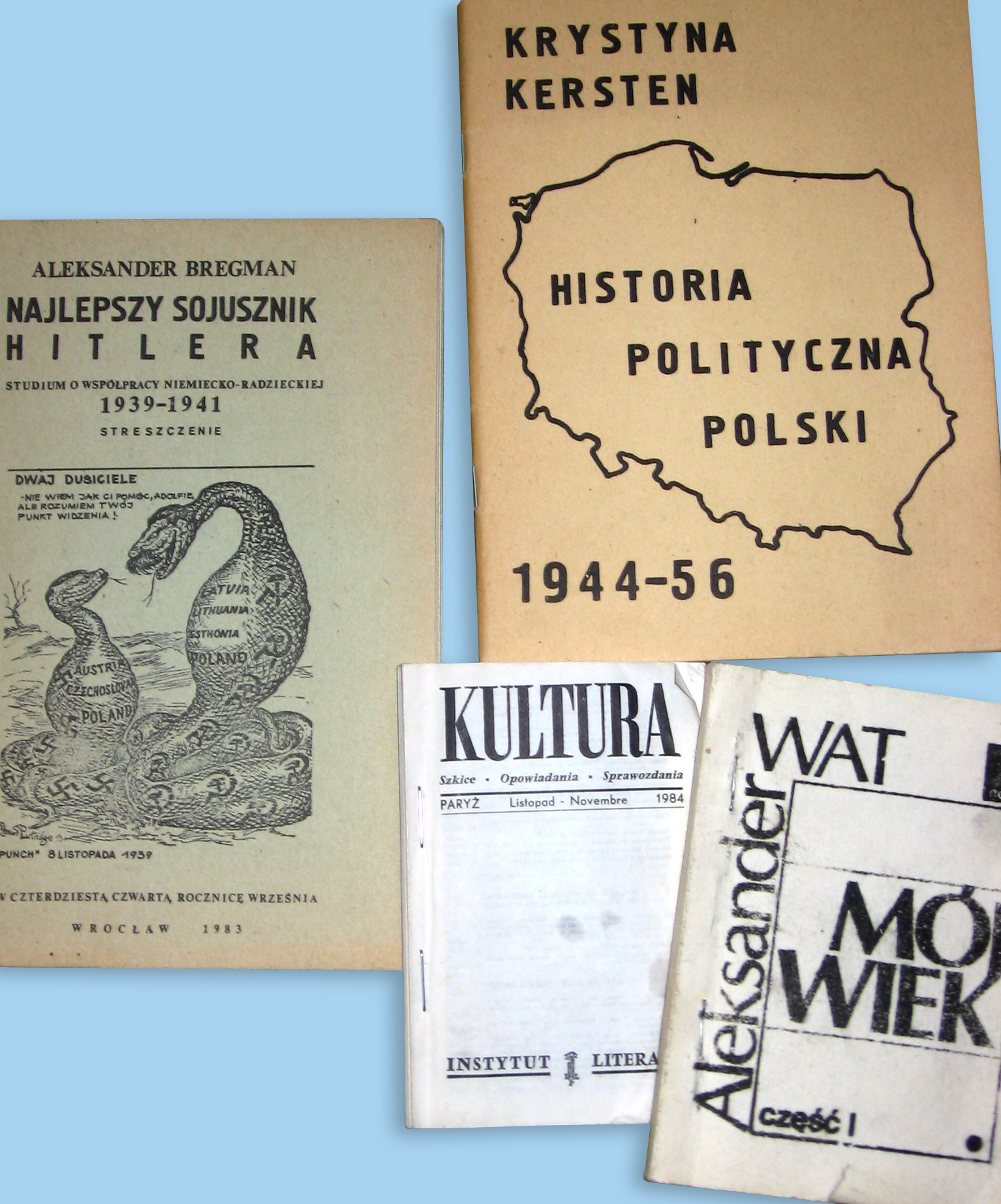
Poolse blaadjes van de Samizdat uit de jaren tachtig

Samizdat (Russisch: самиздат) is een term uit de Russische literatuur ten tijde van de Sovjet-Unie, later ook gebruikt in de satellietstaten van de USSR in het Oostblok. Het is de aanduiding voor clandestien gedrukte en uitgegeven literatuur, die vanwege een controversiële of kritische inhoud niet officieel uitgegeven mocht worden.
De ongecensureerde uitgaven waren, vanwege het gebrek aan professionele apparatuur en hun ondergrondse karakter, op amateuristische wijze vervaardigd, bijvoorbeeld door middel van fotokopie, carbonpapier of schrijfmachines, en kenden daardoor ook een beperkte oplage. Het gebruikmaken van kopieer- en schrijfmachines in kantoren was risicovol, omdat deze apparaten door de geheime dienst gecontroleerd werden. Verspreiding geschiedde vooral via het informele circuit.

## Geschiedenis
De term samizdat was oorspronkelijk een parodie op sovjettermen als gosizdat (staatsuitgeverij) en politizdat (politieke uitgeverij). Waarschijnlijk was de dichter Nikolaj Glazkov in de jaren 1940 de eerste die een gelijkaardige term gebruikte, toen hij het woord samsebjaizdat plaatste op een door hemzelf uitgetypte en van kaft voorziene dichtbundel.
Vladimir Boekovski gaf de volgende omschrijving van het begrip:
"Samizdat: ik schrijf zelf, ik redigeer zelf, ik censureer zelf, ik geef zelf uit, ik verspreid zelf en ik zit er zelf een straf voor uit."
In de samizdat verschenen vele literaire werken, waarvan Boris Pasternaks Dr. Zjivago, Aleksandr Solzjenitsyns Kankerpaviljoen en In de eerste cirkel en Vladimir Vojnovitsj' Tsjonkin de bekendste zijn. Naast openlijk kritische werken verschenen er ook boeken die om andere (meer triviale) redenen niet officieel uitgegeven werden, waaronder de Russische vertaling van de boeken van J.R.R. Tolkien.

## Verwante termen
TamizdatHet in het buitenland uitgeven van controversiële literatuur (tam betekent "daar"), vaak door manuscripten het land uit te smokkelen. Pasternaks Dr. Zjivago werd op deze manier gedrukt bij uitgeverij Mouton in Den Haag.
MagnitizdatHet clandestien verspreiden van geluidsopnames (magnit- verwijst naar (magneet)bandopname), bijvoorbeeld van "ondergrondse" muziek of lezingen.